# Oszvald Toroczkai
Oszvald Toroczkai (* 20. Juli 1884 in Brassó, Königreich Ungarn; † 27. Oktober 1951 in Budapest) war ein ungarischer Maler.

## Leben
Oszvald Toroczkai studierte von 1902 bis 1906 an der Ungarischen Akademie der Bildenden Künste in Budapest bei Bertalan Székely, Imre Révész und Viktor Olgyai. Danach setzte er seine Studien in München an der Schule von Simon Hollósy fort. Er nahm bis 1918 jedes Jahr an den Sommerkursen von Hollósy teil, die in Técsö, Máramarossziget und Gyalu stattfanden. 1910 stellte er seine Werke zusammen mit anderen Schülern von Hollósy im Könyves Kálmán Szalon in Budapest aus. Seine frühen Werke waren zum großen Teil Landschaftsdarstellungen. Von 1907 bis 1944 arbeitete er in Debrecen an der städtischen Gewerbeschule als Zeichenlehrer und wurde 1921 geschäftsführender Direktor des Künstlervereins in Debrecen. Im Künstlerhaus der Stadt wurden seine Werke 1919 und 1925 in Einzelausstellungen gezeigt. In den 1920er Jahren reiste er zum Malen an die Theiß, an den Balaton, ins Zempléngebirge sowie in die Mátra. 1935 wurde eine Sammlung seiner Werke im Déri-Museum präsentiert. Toroczkai war in Ungarn einer der ersten Maler, der in Fabriken und Bergwerke ging, um das Leben der Arbeiter zu porträtieren. 1944 ließ er sich in Budapest nieder und wurde ab 1945 mit der Organisation ländlicher Künstler in der Freien Künstlergewerkschaft betraut. Seine Werke standen im Wesentlichen in der Tradition der Freilichtmalerei der Hollósy-Schule. In den letzten Jahren seines Wirkens wurden die Farben seiner Gemälde dunkler und düsterer und einige zeigten kubistische Einflüsse.
1997 fand eine Gedenkausstellung seiner Werke in der städtischen Galerie in Nyíregyháza statt. Werke von Toroczkai befinden sich im Déri-Museum in Debrecen sowie im Ungarischen Museum für Kunstgewerbe und in der Ungarischen Nationalgalerie in Budapest.